# Andrisco
Andrisco, (em grego clássico: Ἀνδρίσκος; romaniz.: Andriskos) e, muitas vezes chamado de "pseudo-Filipe", foi o último rei da Macedônia (149 - 148 a.C.), e governante de Adramício na Eólia (no oeste da Anatólia).

## Biografia
Em 168 a.C., os romanos invadiram a Macedônia durante a Terceira Guerra Macedônica e destronaram o rei, Perseu, na Primeira Batalha de Pidna.
Em 149 a.C., Andrisco, naquele tempo apenas governante de Adramício, e afirmando ser filho de Perseu, anunciou sua intenção de retomar a Macedônia dos romanos.
Como sua primeira tentativa, Andrisco viajou para a Síria a fim de pedir ajuda militar para Demétrio Sóter da Síria. Demétrio ao invés de atender seu pedido, entregou-o aos romanos.
Andrisco escapou do cativeiro romano, e formou um exército com homens da Trácia. Com esse exército, invadiu a Macedônia e derrotou e matou o pretor romano Públio Juvêncio em 149 a.C. Andrisco então se declarou rei Filipe VI da Macedônia.
Em 148 a.C., Andrisco conquistou a Tessália e fez uma aliança com Cartago, trazendo assim a ira romana sobre ele. Em 148 a.C., no que os romanos chamaram de a Quarta Guerra Macedônica, Andrisco foi derrotado pelo pretor romano Quinto Cecílio Metelo Macedônico na Segunda Batalha de Pidna, e fugiu para a Trácia, cujo príncipe entregou-o para Roma, marcando assim o ponto final do reinado de Andrisco da Macedônia.
O breve reinado de Andrisco na Macedônia foi marcado pela crueldade e extorsão. Após isso, a Macedônia foi formalmente reduzida a uma província romana.